# Gitta Vanpeborgh
Gitta Vanpeborgh (Mortsel, 20 maart 1967) is een Belgisch politica voor Vooruit.

## Biografie
Vanpeborgh studeerde in 1991 af als licentiate in de sociale wetenschappen aan de Vrije Universiteit Brussel, waar ze van 1991 tot 1993 als universiteitsassistent en vorser onderzoek deed naar demografie en de Marokkaanse gemeenschap. Van 1993 tot 1994 was ze lesgeefster in demografie, sociologie en statistiek aan het Institut Emile Vandervelde, de studiedienst van de PS. Van 1994 tot 2020 werkte ze bij de socialistische vakbond ABVV, eerst op de dienst ondernemingen, dan als genderverantwoordelijke en daarna op de persdienst. Ook was ze docente aan de Arteveldehogeschool.
Bij de gemeenteraadsverkiezingen van oktober 2012 werd ze voor de toenmalige sp.a verkozen tot gemeenteraadslid van Mortsel. Ze werd meteen schepen, een functie die ze na de gemeenteraadsverkiezingen van 2018 kon behouden. Als schepen was ze onder andere bevoegd voor zorg, gezondheid, wonen, gelijke kansen en integratie. Vanaf januari 2019 was ze er tevens voorzitter van het Bijzonder Comité voor de Sociale Dienst. In oktober 2023 nam Vanpeborgh ontslag uit het schepencollege. Daarna bleef ze nog tot eind 2024 zetelen als gemeenteraadslid. Bij de lokale verkiezingen van oktober 2024 kwam ze niet meer op.
Vanpeborgh kwam ook op bij de federale verkiezingen van mei 2019, waarbij ze als tweede opvolger op de sp.a-lijst voor de kieskring Antwerpen stond. Vanaf oktober 2020 zetelde zij in de Kamer van volksvertegenwoordigers, als opvolger van Jan Bertels. Ze werd er actief in de commissies Gezondheid en Gelijke Kansen en Sociale Zaken, Werk en Pensioenen. Bij de federale verkiezingen van juni 2024 was ze lijstduwer voor haar partij, maar Vanpeborgh werd niet herkozen. Ze zetelde in de commissies Gelijke Kansen en Gezondheid en Sociale Zaken, Werk en Pensioenen.